# Cheie (muzică)

Cheie muzicală

În muzică, cheia este simbolul scris la începutul unui portativ pentru a indica înălțimea notelor scrise. Cheile muzicale sunt numite după notele Do, Fa și Sol iar amplasamentul lor pe portativ stabilește înălțimea notei al cărei nume îl poartă. Înălțimile celorlalte note rezultă din poziția lor în relație cu acea notă.

## Simboluri
Cele trei chei din notarea muzicală modernă sunt următoarele:
| Simbol | Denumire  | Nota asociată      | Poziția notei                                       |
| ------ | --------- | ------------------ | --------------------------------------------------- |
|        | Cheia Sol | Sol central (G4)   | Linia înconjurată de spirala cheii                  |
|        | Cheia Do  | Do central (C4)    | Linia care trece printre cele două puncte ale cheii |
|        | Cheia Fa  | Fa subcentral (F3) | Linia care trece printre cele două puncte ale cheii |

## Cheia de violă
În scrierea și practica muzicală se folosesc șapte chei:
1. Cheia de violină sau cheia Sol
2. Cheia de sopran pe prima linie a portativului
3. Cheia de mezzosopran pe a doua linie a portativului
4. Cheia de alto pe a treia linie a portativului
5. Cheia de tenor pe a patra linie a portativului
6. Cheia de bas sau Fa pe a patra linie a portativului
7. Cheia de bariton sau Fa pe a treia linie a portativului

Aici sunt trei feluri diferite de chei, numite: Cheia Sol 􀀒, Cheia Do 􀀔, Cheia Fa 􀀖
Cele mai folosite chei sunt cunoscute ca fiind:
Soprano sau Cheia de Sopran Viola sau Cheia de Tenor Cheia de Bas